# Johann Christian Schmidt (Bildhauer)

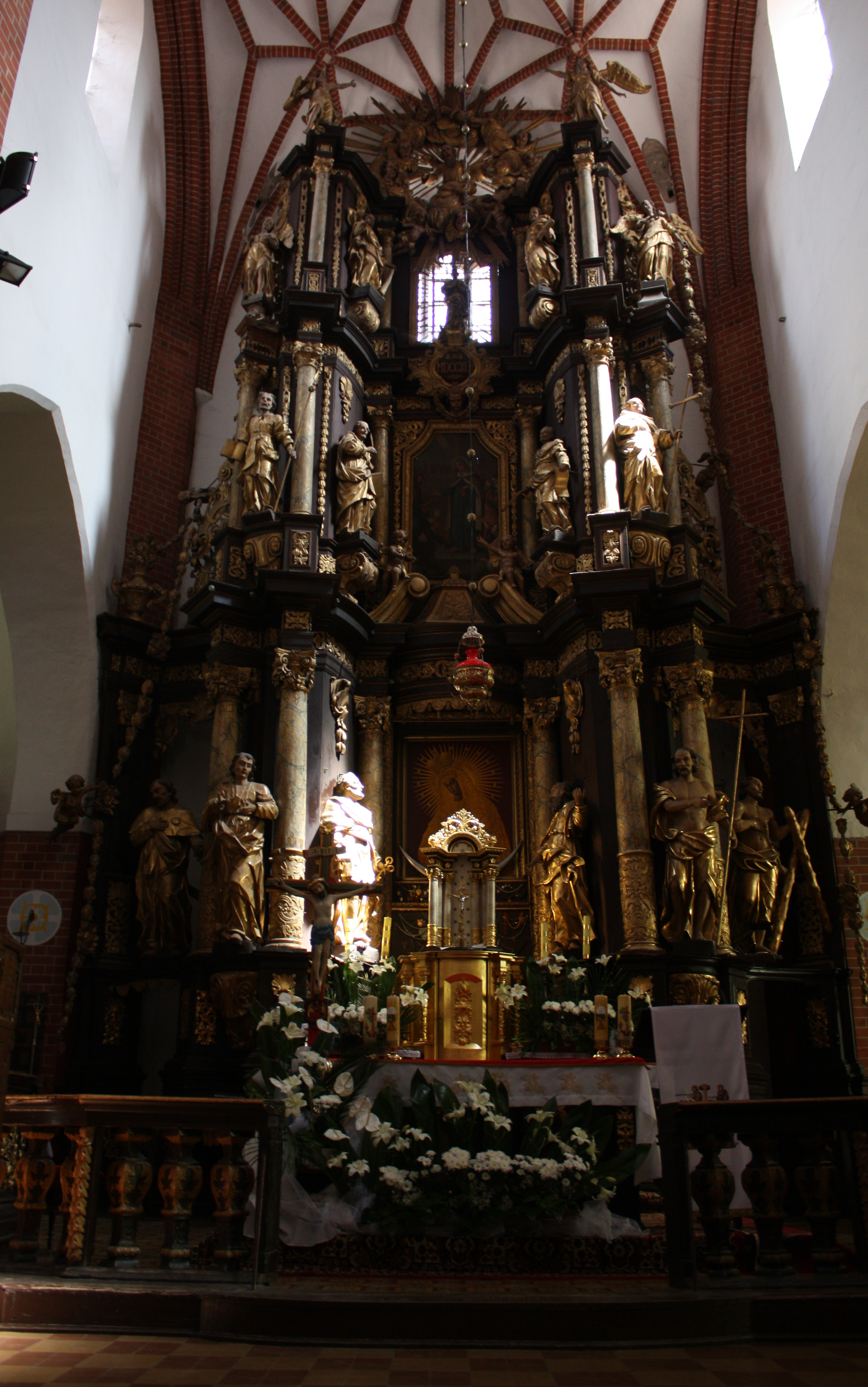
Der Hochaltar in Wormditt wird sowohl Johann Christian Schmidt als auch Johannes Frey zugeschrieben.

Johann Christian Schmidt (auch Schmid, Schmitt), (* 1701; † 18. Mai 1759 in Rößel) war ein deutscher Bildhauer des Spätbarock, der in Ostpreußen tätig war.

## Leben und Werk
Schmidt wurde als Sohn des Johannes Schmidt (* 1656) geboren. Sein Geburtsort ist nicht gesichert; es dürfte jedoch nicht Rößel gewesen sein. Sein Vater war wohl Tischler und Bildhauer. Schmidt kam zu Beginn der 1720er Jahre nach Rößel. Im Jahre 1724 war er in Rößel als Schöffe („Schöppe“) tätig. Im Jahre 1724 heiratete er in Rößel Elisabeth Peucker, die Tochter des Bildhauers und Rößeler Bürgers Christoph Peucker. Bei seiner Verheiratung wurde Schmidt ein in Rößel tätiger „Bildhauer und Bürger“ genannt. Schmidt war möglicherweise Peuckers Geselle in Rößel, wo er anschließend vermutlich als Bildhauer arbeitete. Schmidt gelang innerhalb der Rößeler Bürgerschaft ein bemerkenswerter sozialer Aufstieg. Nach seiner Tätigkeit als Schöffe wurde er Ratsmitglied in Rößel und Kirchenprovisor.
Im Jahre 1736 wurde er im Zusammenhang mit der Überführung des von seinem Schwiegervater Peucker gestifteten und geschaffenen Hochaltars für die   Franziskanerkirche in Cadinen erwähnt. Die Überführung konnte Schmidt damals aus Krankheitsgründen, ebenso wie zuvor schon Peucker, nicht selbst leiten.
Schmidt war zweimal verheiratet; seine zweite Frau hieß Catarina und war keine Tochter Peuckers. Schmidt hatte drei Söhne Josef Schmidt (* 1731), Christian Bernhard Schmidt (* 1734, † 1784) und Andreas Schmidt (* 1726; † 1789) hervor, die alle als Bildhauer tätig waren. Die gebräuchlichste Namensvariante ist die Schreibweise Schmidt.
Schmidts Schaffen umfasst einen Zeitraum von mehr als 30 Jahren. Er schuf zunächst einige kleinere Arbeiten in Rößel; er war in seiner Schaffenszeit neben seiner Tätigkeit als Holzbildhauer auch als Steinbildhauer tätig. Als sein erstes urkundlich gesichertes Werk gilt das Steinbildwerk der unbefleckten Empfängnis Marias im Kirchhof der Wallfahrtskirche Heiligelinde aus dem Jahre 1732; Schmidt erhielt für seine Handwerksleistung und das Steinmaterial insgesamt eine Summe von knapp 420 Gulden. Zu Schmidts gesicherten Hauptwerken zählen der Hochaltar in der katholischen Kreuzkirche bei Braunsberg, an dem er gemäß einer Eintragung in den Annalen des Rößeler Kollegiums im April 1738 arbeitete, und die Kanzel der katholischen Pfarrkirche in Freudenberg. Schmidt wird in der urkundlichen Erwähnung zwar namentlich nicht ausdrücklich genannt; aus der Tatsache, dass zu jener Zeit jedoch kein weiterer Bildhauer in Rößel lebte, kann von einer gesicherten Urheberschaft Schmidts ausgegangen werden. Weiters schuf Schmidt für die katholische Pfarrkirche in Rößel Beichtstühle, Kommunionsbänke, mehrere Kreuzheiland-Skulpturen und eine Figur Johannes des Täufers.
Schmidt ist der Bildhauer der Kanzel (1740) in der katholischen Pfarrkirche in Süßenthal und der Kanzel (1745) in der katholischen Pfarrkirche in Schlitt (Skolity), Kreis Heilsberg; die Zuschreibungen gelten als gesichert.
Der Hochaltar in Wormditt wird sowohl dem Bildhauer Johannes Frey als auch Johann Christian Schmidt zugeschrieben. Weiters werden Schmidt einige Steinbildwerke in Allenstein, Glockstein, Springborn, Wormditt und Heilsberg zugeschrieben; bei einigen Werken kann die Verbindung mit Schmidt jedoch laut Anton Ulbrich letztendlich dahingestellt bleiben.

## Werkverzeichnis
Urkundlich gesicherte Werke
- 1732: Steinbildwerk der unbefleckten Empfängnis Marias im Kirchhof der Wallfahrtskirche Heiligelinde.[2][5]
- 1738: Hochaltar in der katholischen Kreuzkirche bei Braunsberg.[2][11]
- 1752: Kanzel der katholischen Pfarrkirche in Freudenberg.[2][12]

Zuschreibungen
- 1740 und 1744: Wormditt, Hochaltar; wird sowohl Johannes Frey als auch Johann Christian Schmidt zugeschrieben.[1]
- 1740: Kanzel in der katholischen Pfarrkirche in Süßenthal.[4]
- 1745: Kanzel in der katholischen Pfarrkirche zu Schlitt (Skolity), Kreis Heilsberg.[14]
- 1752: Kanzel in der Katholischen Pfarrkirche in Freudenberg.[15]
- 1737: Gestalt des segnenden Heilands mit der Kreuz-Erdkugel in der Guttstadter Straße in Allenstein.[16]
- 1750: Standbild der Maria in Glockstein.[17]
- 1752: zwei Sandstein-Standbilder auf dem Kirchhof der Klosterkirche in Springborn.[18]
- 1756: Standbild des hl. Johannes von Nepomuk in Wormditt auf der Brücke über das Flüsschen Derewenz.[18]
- 1756: Standbild der hl. Katharina im Hof der Vorburg des Bischofschlosses in Heilsberg.[19]